# Бела Кухарски
Бела Кухарски (мађ. Kuharszki Béla; Будимпешта, 29. април 1940 — Будимпешта, 7. март 2016) је био мађарски фудбалер. Играо је за клуб Ујпешт Дожа као нападач. За фудбалску репрезентацију Мађарске одиграо је шест утакмица.

## Каријера

### Клуб
Кухарски је почео да игра фудбал у екипи Ђарепитека, а члан екипе је био до 1958. године. Одавде је био укључен у омладинску репрезентацију Мађарске већ 1957. године и захваљујући томе дебитовао је 1958. као играч Ујпешт Доже. У сезони 1959/60. са Ујпештом је освојио шампионат, а уз то су четири пута били други и два пута трећи на првенству све до 1968. године до када је играо у Ујпешту.
У међународним куповима, у сезони 1961/62, стигли су до полуфинала Европског купа победника купова. Два пута су били четвртфиналисти Купа сајамских градова, а када је Ујпешт стигао до финала у сезони 1968/69, Кухарски је био само члан тима у јесењим утакмицама.
Између 1969. и 1970. још две сезоне играо је у тиму ВМ Еђетертеш, а затим је активну фудбалску каријеру завршио у Вечешу.

### Репрезентација
Између 1960. и 1962. године у репрезентацији се појавио 6 пута. Био је члан тима који је учествовао на Светском првенству у Чилеу 1962. године. Између 1957. и 1958. године 12 пута је био члан омладинског тима и постигао 5 голова. Године 1960. био је једнократни члан олимпијског тима.